# Skye McCole Bartusiak
Skye McCole Bartusiak (28. září, 1992, Houston, USA – 19. července 2014) byla americká herečka.

## Počátky
Narodila se v Texasu, konkrétně v Houstonu, kde vyrůstala a až do své smrti žila se svými rodiči, Raymondem Bartusiakem a Helen McCole. Vystudovala St. Thomas the Apostle Episcopal school.

## Kariéra
Před kamerou se poprvé objevila v roce 1999, a to konkrétně ve filmu Ďábelská hra. Ve stejném roce dostala roli i v oscarovém snímku Pravidla moštárny.
V roce 2000 se objevila ve filmu Patriot, kde hlavní role obsadili Mel Gibson, Heath Ledger nebo Jason Isaacs a kde sehrála roli Gibsonovy nemluvné dcery. O rok později si zahrála s Michaelem Douglasem a Brittany Murphy ve snímku Neříkej ani slovo a ve stejném roce si zahrála také ve filmu Aféra s náhrdelníkem, který se natáčel také v České republice. V roce 2002 pak dostala hlavní roli v televizním filmu Žhářka 2.
V roce 2004 se objevila ve filmu Ring volný s Meg Ryanovou a Omarem Eppsem, se kterým se o rok později setkala i v jedné epizodě seriálu Dr. House.
Zemřela v roce 2014 ve věku 21 let.

## Ocenění
Za televizní film Láska přichází zvolna dostala společně s dalšími herci, kteří se v tomto filmu objevili v hlavních úlohách, cenu Camie Award, a to konkrétně v roce 2003.
S dětskými představiteli byla v roce 2001 také nominována na cenu Young Artist Award za film Patriot. Na stejnou cenu byla o rok později nominována za seriál Dotek anděla a za film Kluci v mém životě, ani jednou však nebyla úspěšná.

## Filmografie

### Filmy
- 1999 - Ďábelská hra, Pravidla moštárny
- 2000 - Patriot
- 2001 - Neříkej ani slovo, Kluci v mém životě, Aféra s náhrdelníkem
- 2003 - The Vest
- 2004 - Ring volný
- 2005 - Boogeyman
- 2006 - Ananas, Kill your darlings, Once not Far From Home, Razor Sharp
- 2008 - A Fix
- 2009 - Wild About Harry

### Televizní filmy
- 1999 - Ochrana svědků
- 2000 - Hlas temnoty
- 2002 - Flashpoint, Žhářka 2, Příběh z prérie
- 2003 - Láska přichází zvolna

### Seriály
- 1999 - Bouře století Stephena Kinga, JAG, Soudkyně Amy
- 2000 - Providence, Frasier, Zákon a pořádek
- 2001 - Blondýnka, Dotek anděla
- 2002 - 2003 - 24 hodin
- 2004 - George Lopez
- 2005 - Dr. House, Ztraceni, Kriminálka Las Vegas
- 2007 - Zločiny ze sousedství